# Michael Flade
Michael Flade (* 1975 in Dessau) ist ein deutscher Komponist.

## Leben
Flade war Schüler von Hans Jürgen Wenzel in der Komponistenklasse Halle. Ab 1993 studierte er Komposition bei Jörg Herchet, Musiktheorie bei Manfred Weiss sowie Klavier und Dirigieren an der Hochschule für Musik Carl Maria von Weber Dresden. Mit einem DAAD-Stipendium war er in einem Master-Programm an der Manhattan School of Music in New York, wo er von Nils Vigeland unterrichtet wurde. Von 1998 bis 2001 war er Aufbaustudent bei Wilfried Krätzschmar in Dresden. Außerdem studierte er Musikwissenschaft an der Martin-Luther-Universität Halle-Wittenberg.
Seit 2001 lehrt er Komposition, Akustik, Instrumentenkunde, Instrumentation, Gehörbildung und Max/MSP in Dresden. Seit 2006 unterrichtet er zudem Gehörbildung und Max/MSP in Halle. Von 2006 bis 2008 vertrat er die Professur für Elektronische Musik in Dresden und war kommissarischer Leiter des Studios für Elektronische Musik. Von 2008 bis 2010 war er Dozent für Musiktheorie an der Technischen Universität Dresden. Seit 2010 ist er Dozent für Hörerziehung an der Hochschule für Musik und Darstellende Kunst Stuttgart.
Er arbeitet und lebt als Komponist in Stuttgart. Viele seiner Werke benutzen Live-Elektronik. Er komponierte unter anderem In Verbindung (2005, UA Matthias Lorenz), wechselnd, verwoben, zuzeiten gelassen I (2002, UA Ensemble Sortisatio), unverbunden strömt verbindlich (2001, UA Reiko Füting) und Eigenart blüht auf (2000, UA Ensemble Konfrontation).

## Auszeichnungen
- Stipendium des DAAD (1999)
- Förderpreis für junge Komponisten und Musikwissenschaftler des Sächsischen Musikbundes (2001)
- Stipendium des Künstlerhauses Lukas (2007)

## Schriften
- Klang und Bewegung in Wilfried Krätzschmars Komposition „turns“ (Drehungen) für sechs Schlagzeuger. In: Jörn Peter Hiekel (Hrsg.): W. Krätzschmar. Perspektiven seines Schaffens. Sandstein, Dresden 2005, ISBN 3-937602-55-0, S. 60–70.